# RAF Scampton

i7
i11
i13
Die Royal Air Force Station Scampton (IATA-Code: SQZ, ICAO-Code: EGXP), kurz RAF Scampton, war ein Militärflugplatz der britischen Royal Air Force am östlichen Ortsrand von Scampton in der Grafschaft Lincolnshire, England. Die Basis war eine der kleineren der RAF, gleichzeitig aber eine der ältesten. Als letzte fliegende Einheit waren in Scampton bis Oktober 2022 die Red Arrows stationiert.
RAF Scampton wurde Ende 2022 geschlossen und 2023 an die Scampton Holding veräußert, die das Areal als zivilen Flugplatz erhalten möchte.

## Geschichte

König Georg VI besucht die 617. Staffel, 1943

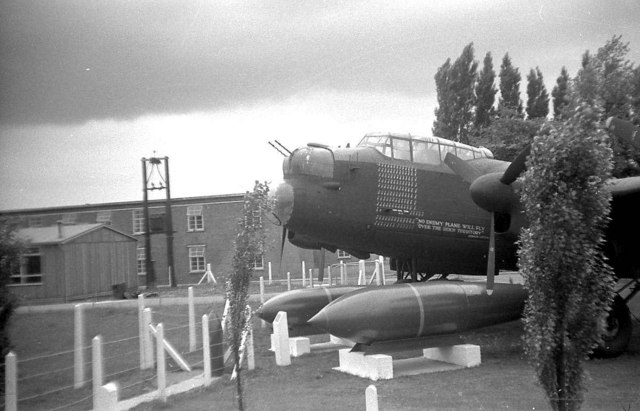
Lancaster als Gate Guard, 1982 (heute East Kirkby)

Die Vorgängerorganisation der Royal Air Force, das Royal Flying Corps, eröffnete die Basis 1916 als Schulungsstation Home Defence Flight Station Brattleby. Sie erhielt im folgenden Jahr den Namen Scampton und wu<rde 1919 deaktiviert.
Im Zuge der Hochrüstung im Vorfeld des Zweiten Weltkrieges wurde der Flugplatz im Oktober 1936 als Bomberbasis wiedereröffnet. Innerhalb des RAF Bomber Command war die Aufgabe der beiden hiesigen mit Handley Page Hampden ausgerüsteten Staffeln das Legen von Seeminen und der Angriff auf Seeziele. Ab Jahre 1942 war die Station Heimat zweier Staffeln Lancasters, der 57. und der No. 617 Squadron, letztere waren die berühmten „Dambusters“. 1944 verlegten andere Lancaster-Staffeln nach Scampton.
1946 wurde am Eingang des Flugplatzes eine 10-Tonnen Grand Slam Bombe ausgestellt, die sich 1958 als irrtümlich aufgestellte scharfe Bombe herausstellte. Sie wurde abtransportiert und kontrolliert gesprengt.
Nach Kriegsende beherbergte Scampton Schulungseinrichtungen und die Start- und Landebahn wurde für den Betrieb mit Jets ausgebaut. Zwischen 1953 und 1955 war die Station Basis von bis zu vier Staffeln Canberra. Anschließend wurde sie weiter ausgebaut und beherbergte im weiteren Verlauf des Kalten Krieges ab 1958 bis zu drei Einsatzstaffeln Vulcan. Hinzu kam die Umschuleinheit auf diesen V-Bomber.
Mit Außerdienststellung der Vulcan wurde RAF Scampton für ein gutes Jahrzehnt erneut eine Trainingsstation, die Central Flying School und die „Red Arrows“ nutzten den Platz. Der Flugplatz wurde 1996 ein zweites Mal deaktiviert, der Luftraum über Scampton wurde jedoch weiterhin durch die inzwischen in RAF Cranwell beheimateten „Dambusters“ genutzt.
Im Jahr 2000 verlegten die Red Arrows schließlich zurück nach Scampton, wo sie bis kurz vor Schließung der Station im Oktober 2022 beheimatet waren. Daneben fand hier ab 2017 die „Scampton Airshow“ statt. Diese sollte jährlich stattfinden, da sie seinerzeit die zuvor jährliche Veranstaltung in RAF Waddington ersetzt hat.

## Heutige Nutzung
Das Areal soll als ziviles Aerodrome erhalten bleiben und historisch wertvolle Bereiche musealen Zwecken dienen. Eine temporäre Unterbringung von Flüchtlingen wurde auch angedacht.